# T-62
Il T-62 è un carro armato da combattimento sviluppato in Unione Sovietica. Derivato dal T-55, se i suoi predecessori si erano segnalati soprattutto per l'estrema manovrabilità e mobilità, continuando per tutto l'immediato dopoguerra la scelta del Comando Supremo sovietico che, alla fine della seconda guerra mondiale aveva mostrato di preferire i "carri armati universali" ai carri pesanti (il che spiega anche lo scarso successo dei derivati 'pesanti' della serie IS), il T-62 pur rimanendo molto più leggero di certi modelli occidentali (M-103, Conqueror), mostrava un embrionale ritorno a una maggior pesantezza a scapito della mobilità e dello spazio interno per l'equipaggio. Anche la potenza di fuoco venne aumentata rispetto ai modelli precedenti con l'adozione di un cannone da 115mm ad anima liscia e altissima velocità in luogo del 100mm rigato dei T-54 e 55.

## Tecnica
Il carro sovietico ha avuto uno sviluppo influenzato dalla precedente esperienza del T-54/55, ed è stato sviluppato nel periodo tra la fine degli anni cinquanta e l'inizio degli anni sessanta. Il T-62 è molto simile al predecessore T-55, con una leggera differenza nella progettazione, scafo allungato di circa mezzo metro per ospitare una torre più grande, una piastra anteriore conseguentemente più inclinata anche se monta lamiere di simile spessore: 100mm anteriormente (a 60°), 80mm lateralmente, 250mm sulla parte anteriore della torretta, 40mm sulla parte superiore di essa. Il motore è lo stesso diesel da 580 hp del T-55, che dà un rapporto potenza-peso inferiore, con 40 tonnellate contro 35. Il treno di rotolamento è del tipo Christie, con 5 rulli in acciaio di grande diametro, per un peso corrispondente a 200 kg l'uno, senza rulli di rinvio superiori. Il motore, come la trasmissione, è posteriore. I cingoli sono metallici, con 96 maglie e una vita utile di circa 2000 km su strada.
Il pilota, posto anteriormente in posizione centrale, ha uno spazio piuttosto angusto. Dispone di leve al posto dello sterzo che agiscono su un differenziale, ha 3 classici pedali per freno, acceleratore e frizione, mentre il cambio ha 5 marce avanti e la retromarcia.
Cannoniere, capocarro e caricatore sono in torretta. Il caricatore ha un portello privo di mitragliatrice. I fianchi della torretta hanno appigli per agevolare notevolmente la fanteria nell'eventualità di trasportarla sopra il veicolo in qualità di "desant" (antico uso dell'Armata Rossa risalente ai tempi in cui non disponeva di APC ed IFV in numero sufficiente, ormai del tutto desueto tranne in caso di emergenza o per spostamenti tattici lontani dalla linea del fuoco). 
Il comparto di combattimento non ha pavimento controrotante, come nemmeno un impianto di condizionamento dell'aria. Il mezzo è però dotato di una serie di sottosistemi:
- il sistema NBC PAZ, con sensori RBZ-1M, i quali se rilevano radiazioni nucleari determinano l'arresto del motore (sistema usato per "allertare" l'equipaggio) e la chiusura delle aperture del mezzo. Il sistema NBC dava al T-62 la capacità di muoversi in aree contaminate, in accordo con la filosofia militare sovietica del tempo, la quale prevedeva che un eventuale prossimo conflitto europeo avrebbe visto l'impiego di testate nucleari tattiche (per fiaccare le retrovie avversarie ed aprire varchi tra le linee nemiche) e "fiumi" di carri armati inviati subito dopo per occupare le posizioni avversarie, in una rivisitazione in chiave nucleare della guerra lampo.
- un sistema antincendio ad azionamento manuale o automatico, se all'interno del carro la temperatura supera un certo valore (non vi è un sensore di rilevamento delle esplosioni o fiamme come negli apparati più moderni, per migliorare i tempi di risposta).
- un apparato per il guado profondo, con lo snorkel smontato in tubi nella parte posteriore della torretta, per una profondità max di circa 5 metri.
- un sistema di iniezione del gasolio nel tubo di scappamento, per creare cortine nebbiogene mobili. È un sistema più economico dei lanciagranate fumogeni, che da un lato ha una limitazione nel tempo di reazione maggiore, dall'altro ha la possibilità di essere usato più spesso, con un consumo di circa 10 litri al minuto, e di fornire cortine nebbiogene mobili, specie in condizioni di vento assente o leggero. Con questo sistema, alcuni carri arabi hanno finto di essere stati colpiti, attirando e distruggendo alcuni veicoli corazzati israeliani durante la Guerra del Kippur.
- Il motore può partire a freddo, senza necessità di preriscaldamento: questo, nel gelido clima russo, può rappresentare un considerevole vantaggio tattico in situazioni di emergenza.
- La bassa pressione al suolo e il cingolo largo gli permette di attraversare laghi o fiumi ghiacciati a patto che lo spessore del ghiaccio superi i 40 centimetri.

Il T-62 è stato fondamentalmente progettato per climi freddi, ma è stato prevalentemente usato in Vicino Oriente, dove sono emersi tutti i suoi difetti e nessuno dei suoi pregi. Il fatto che gli equipaggi arabi applicassero tecniche di combattimento stereotipate mutuate dalla loro erronea percezione della "guerra moderna" (i sovietici infatti custodivano gelosamente la loro dottrina corazzata e non la condividevano con alleati 'occasionali' come i regimi nazionalisti arabi) ha contribuito non poco alle sconfitte arabe durante le guerre del 1967 e 1973. I carri arabi catturati dagli israeliani sono stati sostituiti da veicoli indigeni (Merkava) ma sono comunque tenuti di "scorta" in caso di necessità. Nonostante i difetti, i T-62 sono dei buoni carri a patto di essere usati da personale esperto.

### Sistemi di tiro e visione
Il pilota dispone di due iposcopi TNP165, uno dei quali sostituibile con un visore notturno TVN 2/3, con fari notturni ad infrarosso FG 100, dalla portata ridotta, forse 60 metri e di fari a luce bianca normali. Altri sensori IR per il combattimento notturno e visione sono nella cupola del capocarro, con quattro TNP165, e un periscopio diurno-notturno TKN3, con due diversi oculari per vedere di giorno o di notte, in questo caso con il proiettore IR OU3GK presente anch'esso sulla cupola controrotante del capocarro (con 400 metri di raggio utile). Esso ha un reticolo stadimetrico, per la valutazione della distanza, come nel caso del cannocchiale del cannoniere.
Il cannoniere ha il mirino telescopico con reticolo stadimetrico di cui sopra menzionato, ma anche un proiettore Luna L2G da 200 watt, associabile ad un periscopio TPN-1-41, che è disgiunto da quello di mira diurna. La portata è di circa 800 metri.

### Corazze aggiuntive
Alcuni veicoli sono stati dotati di corazzatura aggiuntiva: due "gusci" metallici vengono montati ai lati del cannone e proteggono la parte frontale della torretta, spaziandosi da questa di qualche decina di centimetri. È un sistema efficace e poco costoso per far esplodere i proiettili a carica cava in una posizione non ottimale, in modo da disperdere parte dell'energia distruttiva del missile. 

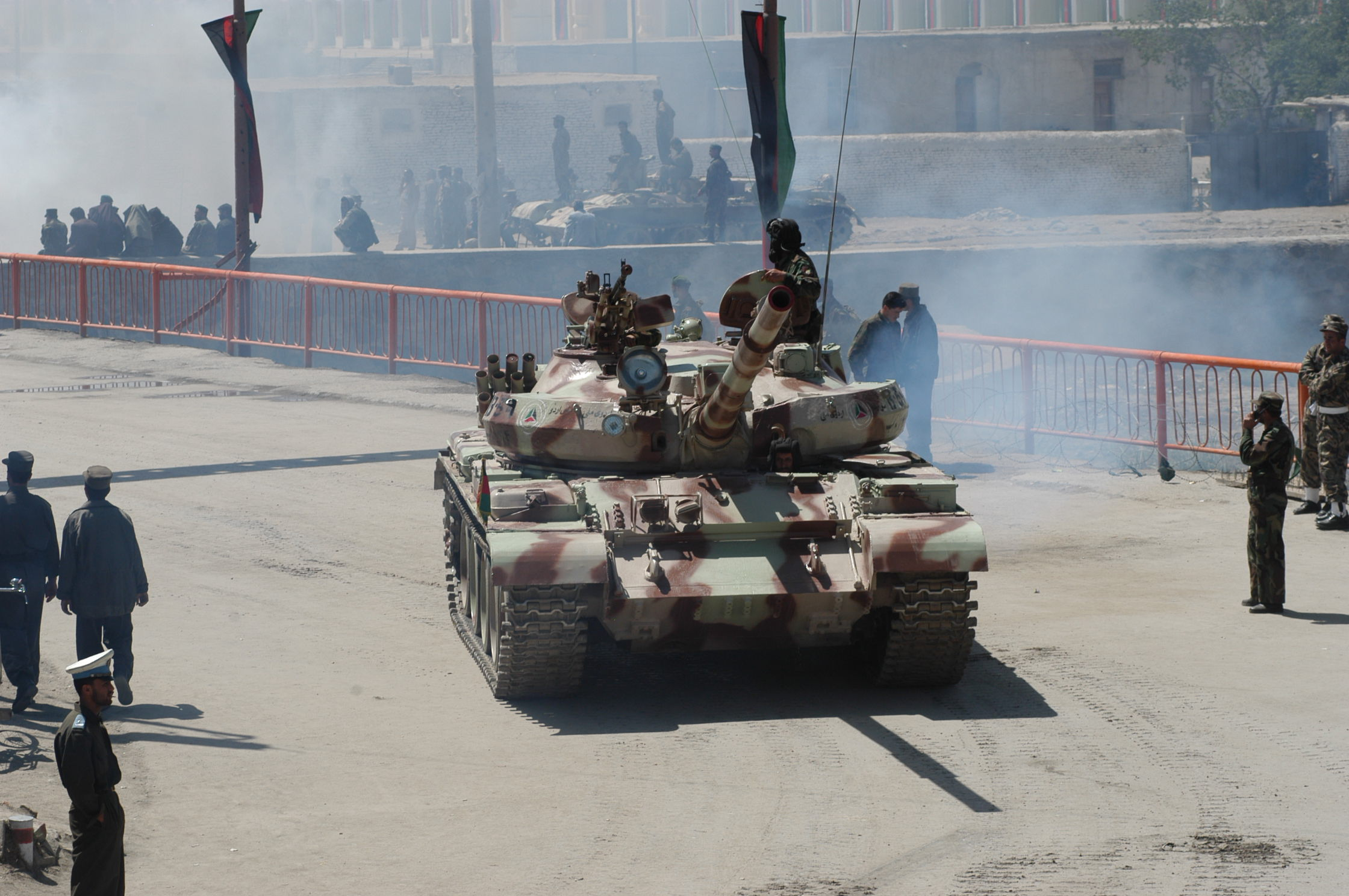
un T-62 dell'esercito afgano.

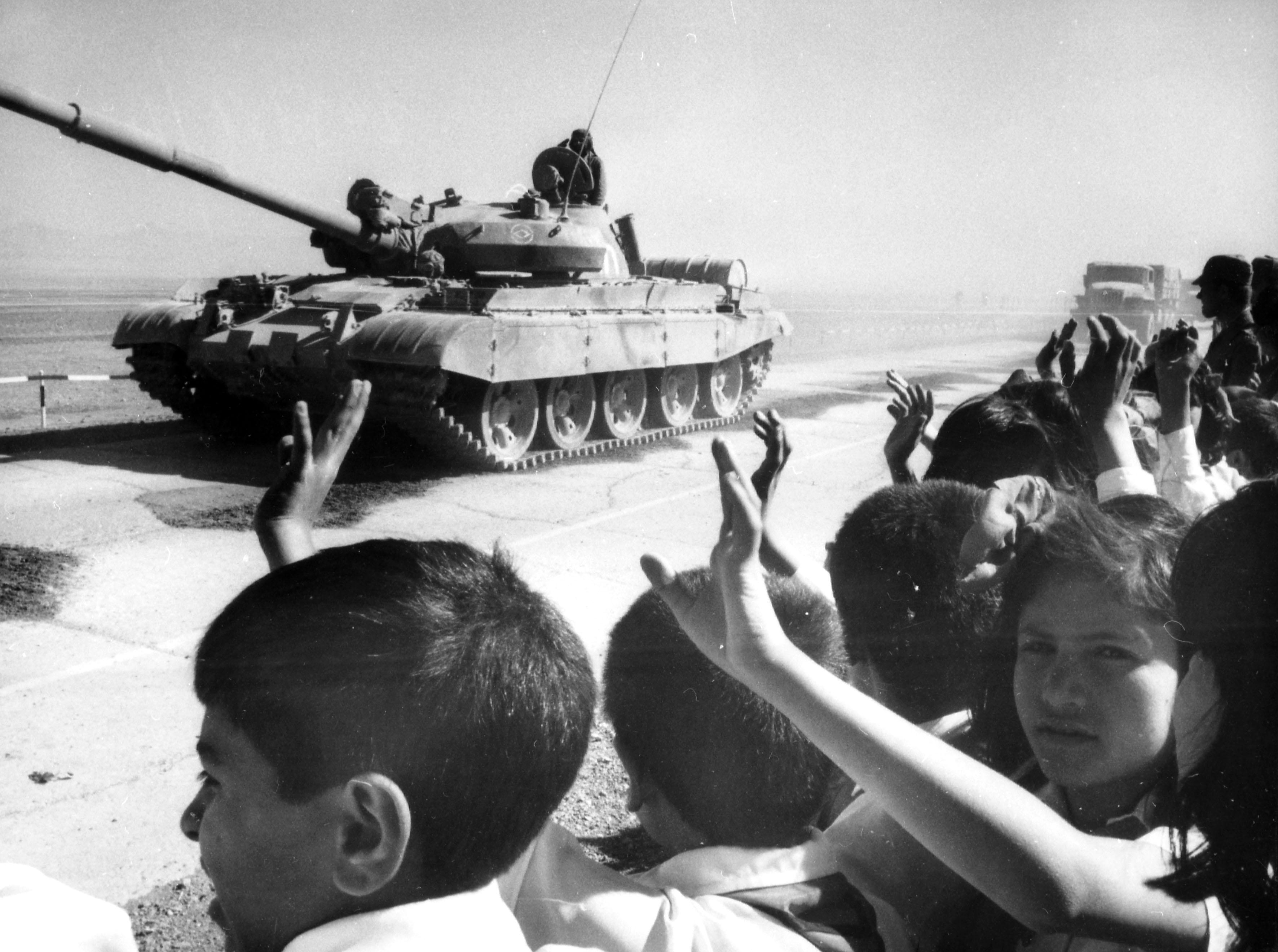
carri sovietici T-62 lasciano l'Afghanistan nel 1989.

## Armamento

### Armamento primario
Il cannone del carro è l'U5TS, designazione industriale Rapira (falco) 2A20, i cui elementi principali sono:
- canna liscia calibro 115mm
- evacuatore di fumo
- assenza di manicotto antidistorsione
- disponibilità di 40 colpi a bordo, 3 dei quali nella torretta per pronto impiego
- stabilizzazione su 2 assi

Esso è molto potente (può distruggere un M60A3 a 1500m) e costituisce il principale tipo di innovazione da parte del T-62, avendo una canna liscia capace di sparare munizioni ad altissima velocità, anche se la vita utile stimata con munizioni decalibrate è di appena 120 colpi. Siccome esse non sono stabilizzate dalla rigatura (che imprime una rotazione alla munizione), hanno delle alette stabilizzatrici, che svolgono lo stesso ruolo.
Il sistema di tiro non è particolarmente sofisticato, basato su un reticolo stadimetrico inserito nel cannocchiale del cannoniere, il TSH"41B-41U, a sinistra del cannone, e che consente in base al principio della prospettiva, di valutare la distanza di un obiettivo di dimensioni note. Si tratta di un espediente semplice, ma efficace. Il punto debole è che bisogna stabilire la grandezza del bersaglio, altrimenti vi sono considerevoli errori di mira (questo evidenzia l'importanza del corretto addestramento degli equipaggi, che era eccellente nelle forze armate sovietiche "di prima linea", buono o comunque sufficiente in altre formazioni russe, in molti degli "stati satellite" europei e nei "paesi allineati" più importanti e mediocre o scadente in molti altri stati asiatici o africani).
Il bersaglio è dato da una sagoma di 2,7m, tipica dell'altezza di un carro armato. Le munizioni ad energia cinetica hanno una traiettoria talmente piatta che fino a 1500 metri sono molto precise e richiedono un minimo di correzione nell'alzo del cannone. Se poi si considera che la maggior parte dei campi di tiro in Europa risulta inferiore al chilometro, è chiaro che questo sistema di tiro potesse essere accettabile per mettere a segno dei colpi. Questi, nei modelli originali avevano il 50% a 1,5 km di colpi a segno, sparando da carro fermo contro carro fermo, se impiegavano i colpi APDSDS BR5, oppure il 33% per proiettili HEAT BK4M.

#### Munizioni
Le munizioni utilizzate originariamente erano i proiettili perforanti BR5 da ben 1620 m/s di velocità iniziale, che perforavano 350mm di acciaio omogeneo a 500 metri e 230mm a 1000 metri, oppure le potenti granate HEAT BK3 che riuscivano a perforare oltre 400mm a qualsiasi distanza, ma meno precise nel tiro contro bersagli in movimento.
- APFSDS (proiettili perforanti decalibrati stabilizzati da alette)
  - BM-3: velocità iniziale 1650 m/s, calibro del penetratore 40mm, 5,55 kg
  - BM-4: velocità iniziale 1650 m/s, calibro del penetratore 42mm, 5,55 kg
  - BM-6: velocità iniziale 1690 m/s, calibro del penetratore 39mm, 5,56 kg
  - BM-21: velocità iniziale 1600 m/s, calibro del penetratore 45mm, 6,26 kg
  - BM-28: velocità iniziale 1650 m/s; calibro del penetratore 43,6mm, penetratore di uranio impoverito
  - BD-36: munizione inglese con 520mm di penetrazione a 2 km, 170mm a 71º
- HEAT (proiettili esplosivi anticarro)
  - BK-4: velocità iniziale 900 m/s, peso 13 kg, carica di esplosivo di 1,55 kg
  - BK-4M: velocità iniziale 900 m/s, peso 13 kg, carica di esplosivo di 1,478 kg
  - BK-17: velocità iniziale 1060 m/s, carica di esplosivo di 1,26 kg
- HE-FRAG (proiettili ad alto esplosivo a frammentazione)
  - OF-11: peso 14,86 kg
  - OF-18: peso 17,72 kg, 2,8 kg HE
  - OF-27: velocità iniziale 800 m/s, peso 18 kg, carica di esplosivo di 3,062 kg
  - OF-28: velocità iniziale 800 m/s, peso 18 kg, carica di esplosivo di 3,1 kg
- Missili

Il T-62 può sparare anche il missile 9M117 Bastion (codice Nato AT-10 Sniper) nella versione per 115mm, con 550mm di penetrazione e 4 km di raggio, limitata efficacia anche nel ruolo anti-elicottero.
Le munizioni APFSDS hanno una capacità di perforazione che varia tra i 300 e i 400mm a 2 km di distanza, mentre le munizioni HEAT sono capaci di perforare 420-450mm di acciaio. Le granate HE-FRAG sono estremamente potenti (le equivalenti HEAT-HE del 120mm occidentale hanno una carica di soli 1,3 kg) soprattutto nel ruolo anti-personale.
Lo sviluppo di nuove munizioni, che ha toccato già 20 anni fa i proiettili DU (uranio impoverito), non si è arrestato, tanto che qualche anno fa è stata rivelata una nuova serie di munizioni perforanti che vede tra l'altro:
- 3BK21BM: penetratore ausiliario per 200mm di acciaio, oltre a 850mm di penetrazione per l'effetto HEAT.
- APFSDS ram-jet, con penetrazione a 2 km di 750mm.
- 2 tipi di missili antiaereo, con velocità massima di 1350 m/s un raggio di 10 chilometri.

### Armamento secondario
Oltre al cannone, il T-62 è dotato di una mitragliatrice PKT coassiale da 7,62 × 54, con 2500 colpi, in seguito (a partire dal T-62A) integrata da una mitragliatrice contraerea DŠKM da 12,7 × 108 mm per la cupola del capocarro.

## Versioni

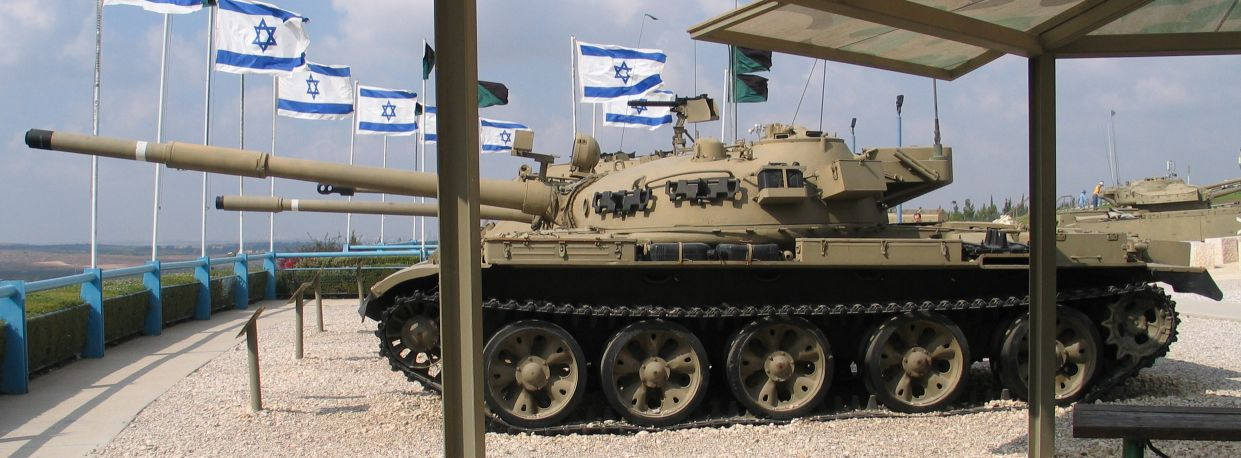
Un T-62 (denominazione israeliana Tiran 6) conservato al museo Yad la-Shiryon, Israele

Quella che segue è una lista di modelli che potrebbe essere inesatta o incompleta, ma che fino a qualche anno fa era ufficialmente nota:
- T-62 base: entrato in servizio nel 1960, secondo altre versioni 1962, è la versione iniziale.
- T-62 modello 1967: aggiornamenti vari
- T-62K: versione comando, con solo 37 colpi per il cannone ma con una dotazione di radio a lunga portata, e un sistema inerziale per la navigazione terrestre.
- T-62M mod. 1972: dotato di mtg. da 12,7 per il portello del servente, modifica molto importante per migliorare la difesa ravvicinata e antiaerea
- T-62M Mod. 1975: il primo modello con telemetro laser, che ha migliorato molto la precisione di tiro, limitando i reticoli stadimetrici ad un ruolo ausiliario.
- T-62M Mod. 1984: dotato di numerose ed interessanti modifiche, corazze BDD frontali aggiuntive (protezione aumentata di 150-250mm), telemetro laser KTD-1, corazze aggiuntive laterali con elementi a ringhiera contro le granate HEAT. Peso aumentato a ben 44ton.
- T-62M mod 1986: versione con direzione di tiro totalmente computerizzata, con visori migliorati per la visione notturna.
- T-62MK: carro comando.
- T-62MV: versione con corazza reattiva ERA.
- TO-62: versione con lanciafiamme ausiliario con raggio di 100 metri.
- IT-2: versione lanciamissili, poco diffusa, costruita con lanciamissili anticarro e 15 armi, di limitato successo e trasformato poi in carro recupero.

## Servizio
Il T-62 è entrato in servizio nei primi anni sessanta, simultaneamente ai carri occidentali della nuova generazione, come gli M60 Patton. Come quest'ultimo mezzo, derivato dall'M48 Patton, non si trattava di un carro totalmente nuovo, ma della rielaborazione di un tipo precedente, ovvero il T-55, con spessori di corazza aumentati, struttura modificata, motore analogo e cannone più potente.
Il suo armamento era micidiale, perché se in generale si trattava di un mezzo solo leggermente migliore del predecessore e non particolarmente avanzato, il suo cannone a canna liscia ha anticipato di circa 20 anni le realizzazioni occidentali analoghe. Il nuovo cannone ha permesso di sparare proietti iperveloci e grandi munizioni HEAT o HE, queste ultime indubbiamente interessanti per potenza e capacità anche se non pensate per attaccare carri nemici. I cannoni occidentali si sono poi imposti per potenza e precisione anticarro, ma non ancora per effetti esplosivi su bersagli 'soffici', in genere sottostimati dai progettisti di carri armati.
Il mezzo era però anche afflitto da problemi e difetti: la torre era larga ma gli interni del carro erano assai angusti, la mobilità e l'affidabilità erano inferiori a quelle del T-55. Il cannone aveva, soprattutto inizialmente, una precisione inferiore a quella del precedente D-10 a canna rigata. Il sistema di controllo del tiro era inefficace nello sfruttare il potenziale del 115mm. Infine, il mezzo era assai più costoso e di manutenzione complessa, cosa che era d'altro canto vera anche per il carro M60 al confronto dell'M48. Molti acquirenti hanno semplicemente aggiornato con il 105mm molti dei propri mezzi, lasciando alla sagoma più piccola e alla maggiore velocità il compito di compensare la leggera differenza nella corazzatura.
Prodotto in circa 21.000 esemplari, il T-62 si è diffuso come il carro standard sovietico negli anni sessanta e settanta, per poi essere via via sostituito. Ma molti preferirono non acquistarlo, aspettando i successivi T-72: infatti, solo la Bulgaria tra i Paesi del Patto di Varsavia decise di acquistarlo, anche perché i nuovi proiettili decalibrati APDSFS dei cannoni da 100mm per i cannoni dei T-54/55 quasi annullavano la differenza di potenza con i T-62 e soprattutto rendevano i carri occidentali vulnerabili a distanze rilevanti.
In guerra, il T-62 è stato usato in gran numero e in numerosi fronti. Esso debuttò in scontri di frontiera contro i cinesi agli inizi degli anni sessanta. I cinesi ne catturarono uno e scoprirono che i loro razzi anticarro erano inutili contro la robusta blindatura frontale del carro. Esso venne usato anche in Cecoslovacchia da parte delle truppe sovietiche di invasione, nel 1968.
In Medio Oriente venne impiegato in combattimento in maggior numero. Gli egiziani ne hanno ricevuti almeno 600, numerosi gli esemplari consegnati alla Siria (circa 2000), agli iracheni, agli algerini.
L'impiego nella guerra del Kippur vide tuttavia i relativamente nuovi T-62 superati dai mezzi israeliani, subirono infatti perdite elevate soprattutto a causa della superiorità tattica degli israeliani, perché ebbero la peggio persino contro i carri M4 Sherman riarmati con i 105mm francesi a media pressione, ma soprattutto vennero battuti dagli M48 Patton e dai Centurion con cannoni da 105mm ad alta pressione. Questo calibro era lo standard dell'esercito israeliano, tanto che anche i 300 T-54/55 catturati nella guerra di 6 anni prima vennero riarmati con tali cannoni. L'aggiornamento dei vecchi mezzi era stato fondamentale, perché i cannoni da 83 e 90mm, che i carri occidentali originariamente avevano, erano scarsamente efficaci contro la corazza frontale dei T-55 e, a maggior ragione, dei T-62. I T-62 si dimostrarono inoltre troppo scomodi per combattere a portelli chiusi nel calore del deserto, e con una chiara inferiorità nel combattimento contro i carri nemici alle maggiori distanze. La cadenza di tiro, circa 4 colpi al minuto, era inferiore a quella dei carri israeliani, il cannone impreciso oltre i 1500 metri, la stima del bersaglio difficile. Le artiglierie rigate da 105mm, leggermente meno potenti, erano molto più precise, con migliore cadenza di tiro, e apparati di tiro e quantità di proiettili maggiore.

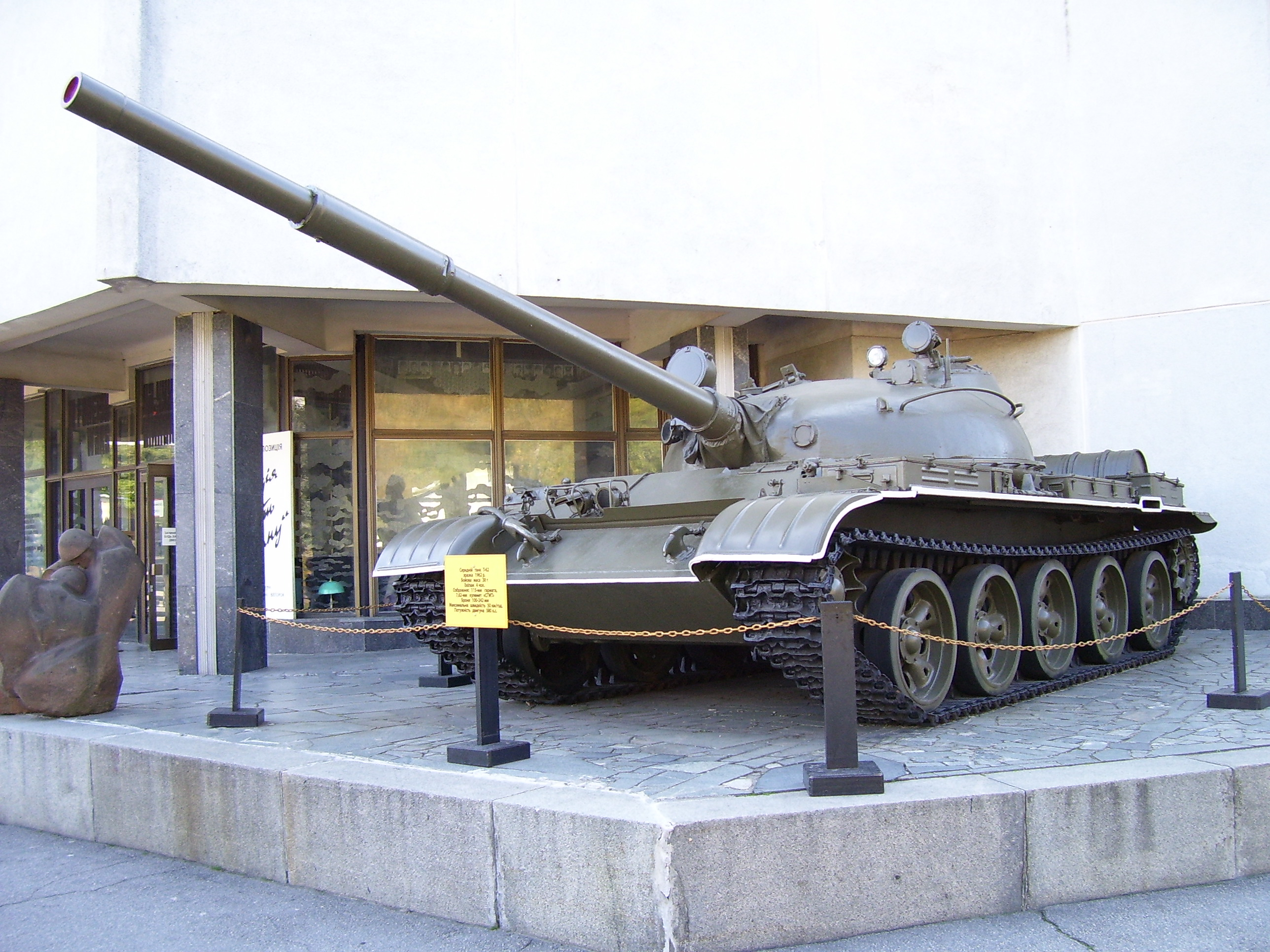
Un T-62 appartenuto all'Armata Rossa in esposizione a Kiev

In Europa le cose si sarebbero (non del tutto ovviamente) svolte differentemente, infatti, sia il clima europeo che le distanze di tiro sono ben diverse e compatibili con le capacità del carro, che entro certi limiti erano tutt'altro che disprezzabili. Esse si sono ben rivelate in alcuni episodi, come nel caso di un carro Centurion israeliano, che venne colpito da un proiettile perforante da distanze non ben chiare (forse attorno al chilometro). La munizione perforò la parte anteriore, spessa almeno 15 cm, per poi attraversare la torre e uscire dal retro, con altri 6–8 cm di acciaio perforati, lasciando un foro d'uscita a stella. Miracolosamente non causò danni all'equipaggio e assai pochi al carro.
A seguito dello scontro Arabo-Israeliano del 1973, Israele si è impadronita di un certo numero di T-62: dopo averli ricondizionati, li ha usati per armare una brigata corazzata. Questo basta per affermare che il T-62 serve anche nell'esercito israeliano, anche se per diritto di preda. I T-62, rinominati Tiran 6, hanno servito nelle Forze di Difesa Israeliane Israel Defense Forces per poi essere sostituiti da carri più avanzati tecnologicamente, come il Merkava.
Durante la guerra del 1982 l'esercito siriano ha combattuto intensamente contro gli israeliani, soprattutto con i T-62: secondo le stime dell'epoca sono stati persi circa 270 veicoli, non senza successi negli scontri confusi a distanza ravvicinata con le forze israeliane.
Durante la lunga e sanguinosa guerra tra Iran e Iraq il T-62 ha raccolto, nei ranghi dell'esercito iracheno, i suoi maggiori allori. Utilizzato come standard per molte delle sue unità corazzate e meccanizzate (considerato carro di prima linea all'inizio del conflitto, in seguito sostituito dal T-72 e passato come supporto alle unità di fanteria blindata). I T-62 di Saddam Hussein si batterono bene, soprattutto quando intercettarono e fermarono l'offensiva corazzata voluta dal presidente iraniano Abolhassan Banisadr nel gennaio 1981 dove smentirono molti preconcetti sulla cattiva qualità dei carri russi rispetto a quelli occidentali (pregiudizi nati soprattutto a causa dell'esito delle guerre arabo-israeliane). Pur evidenziando problemi maggiori nel mettere fuori combattimento i carri britannici Chieftain rispetto agli statunitensi M60, i T-62 riportarono una completa vittoria, che segnò anche la condanna politica del presidente iraniano (in seguito spodestato da un colpo di mano e fuggito in esilio).
Nella guerra del Golfo del 1991 e nel nuovo conflitto del 2003 sono stati impiegati dagli iracheni, ma gli M1 Abrams, con munizioni della serie M892 con uranio impoverito, hanno dimostrato di poterli persino trapassare a 4,1 km di distanza.
In Afghanistan sono stati i mezzi più usati nelle battaglie dal 1979 in poi, nel modello T-62E M1984 dotato di corazze 'BDD': anche se rallentato da un maggior peso di 2,5 tonnellate, ha beneficiato di un maggior livello di protezione, specie contro razzi controcarri.
I T-62, o meglio il loro clone, sono ancora i carri standard in servizio nell'esercito nordcoreano, con almeno 1600 mezzi.
Infine, in Angola essi sono stati impiegati nelle sanguinose vicende, praticamente ignorate dai mass media, degli ultimi 20 anni di guerra civile.
Apparentemente il carro T-62 non è stato un gran successo. La sua parte migliore era certamente il cannone, ma abbinato ad uno scafo che, se adeguato per un cannone da 100mm rigato, non lo era per un'arma più potente. Se il T-62 avesse acquisito il cannone da 100mm anticarro a canna liscia del tipo T-12, derivato proprio dall'U5TS, avrebbe avuto ancora la stessa validità, anzi sarebbe stato migliore in termini di cadenza di tiro e abitabilità. Le caratteristiche di mobilità non sono state considerate molto bene, come anche l'affidabilità complessiva.
Il T-62 era comunque relativamente economico e leggero, e ragionevolmente efficace. I carri pesanti occidentali, però,  si sarebbero diffusi solo agli inizi degli anni ottanta, così la necessità effettiva di cannoni da 115mm era ai tempi della sua introduzione assai questionabile.
Gli ultimi modelli di T-62 hanno sistemi di tiro moderni, missili anticarro, corazze aggiuntive passive o attive (ERA). Un effetto della necessità di migliorare il carro standard sovietico fu lo sviluppo del T-72, che pur essendo una risposta ai problemi del T-64, era in pratica una sorta di "super-T-62", con sospensioni a barre di torsione, telemetro perfezionato, cannone potenziato, motore turbodiesel, corazze più avanzate.

## Utilizzatori ed ex-utilizzatori
- Unione Sovietica
- Afghanistan
- Albania
- Algeria
- Angola
- Bielorussia
- Cuba[senza fonte]
- Egitto
- Etiopia
- Iran[senza fonte]
- Israele
- Libano[senza fonte]
- Polonia
- Russia
- Siria
- Uzbekistan
- Vietnam
- Yemen
- Corea del Nord[senza fonte]